# Ignacio Hidalgo de Cisneros
Ignacio Hidalgo de Cisneros (né le 11 juillet 1896 à Vitoria-Gasteiz (Espagne) et mort le 9 février 1966 à Bucarest (République socialiste de Roumanie) est un militaire et un aviateur espagnol. Il participa notamment à la guerre du Rif. Durant la guerre d'Espagne, il était le chef des Fuerzas Aéreas de la República Española. En 1939, après la victoire des franquistes, il s'exile en Roumanie avec d'autres militaires républicains. Il meurt en 1966.